# Monument a Juli Garreta
Monument a Juli Garreta és un monument commemoratiu que es troba al municipi de Sant Feliu de Guíxols (Baix Empordà). És inclòs en l'Inventari del Patrimoni Arquitectònic de Catalunya. És dedicat al compositor guixolenc Juli Garreta i Arboix (1875-1925) És obra de l'escultor Enric Monjo i Garriga. Va ser inaugurat l'any 1932,

## Descripció
Es troba als jardins que també porten el nom de Juli Garreta, al passeig de mar de la ciutat. Consisteix en un cos rectangular de pedra que reposa sobre un basament de considerables dimensions, també de pedra i amb la inscripció "Garreta" a la part que mira a muntanya. En aquesta cara del monument hi destaca un relleu de coure que representa dues noies al costat d'un arbre, imatge típicament noucentista.
La cara que dona a mar està presidida per un relleu de pedra que representa una sardana ballada per un grup de noies, També hi ha inscripcions amb els títols d'algunes de les principals composicions de Garretaː la rosada, Nydia, a en Pau Casals, Isabel, juny, recordant la llar, suite empordanesa, illes Medes, pastoral, concert de violi per a gran orquestra, sonata de celːlo i piano, sonata per a piano. Als costats menors hi ha la imatge d'un nen fet en coure, en una part hi duu un vaixell i a l'altre una ovella. Els quatre relleus del monument són al·lusions a les obres del músic.
El monument és rematat amb una cornisa sortint que alberga a la part central un cap de perfil del conegut músic, en forma de medalló i fet també de coure.

## Història
La realització d'aquest monument es va començar a plantejar poc després de la mort del compositor. Es va constituir una comissió pro monument a Juli Garreta que el 1926 va exposar un primer projecte degut a l'escultor Joan Borrell i Nicolau. Segons aquest projecte el monument s'havia de col·locar, inicialment, al turó de Sant Elm. Tanmateix el projecte de Borrell i Nicolau va ser desestimat i l'obra la realitzà, finalment, Enric Monjo. El monument a Juli Garreta va ser inaugurat set anys després de la mort del compositor, el 1932, pel President Francesc Macià.
Juli Garreta i Arboix (1875-1925), nascut a Sant Feliu de Guíxols fou un gran músic rellotger. Aprèn solfeig i música de les experiències del seu pare: compositor i component de l'orquestra Vella, així que se'l pot considerar professionalment autodidacte. Garreta enlaira la sardana a la categoria de forma instrumental simfònica. És l'autor de "Suite Empordanesa", "Pastoral" i "Impressions simfòniques" i unes vuitanta sardanes: "Juny", "Primavera", "La Matinada" ... caracteritzades per un profund sentiment líric. Entre els seus admiradors hi havia Pau Casals, que en diverses ocasions havia interpretat obres seves.
Al mateix passeig de mar de Sant Feliu de Guíxols també hi ha un bust de Garreta obra de l'escultor guixolenc J. Balmaña (1935). A Mataró i a Girona també s'hi troben monuments dedicats a Juli Garreta.